# Свет моей жизни
«Свет моей жизни» (англ. Light of My Life) — американская драма, снятая режиссёром Кейси Аффлеком. Помимо самого Аффлека, в фильме снялись Анна Пнёвски, Том Бауэр, Тимоти Уэббер, Хротгар Мэтьюз и Элизабет Мосс.
Мировая премьера состоялась на Берлинском международном кинофестивале 8 февраля 2019 года. Фильм был выпущен для кинотеатров 9 августа 2019 года компанией Saban Films.

## Сюжет
Фильм рассказывает о девочке и её папе, пытающихся сохранить свои жизни в условиях глобальной эпидемии. Отец защищает свою дочь, замаскировав её под сына после того, как чума уничтожила большую часть женского населения.

## В ролях
| Актёр          | Роль   |
| -------------- | ------ |
| Кейси Аффлек   | папа   |
| Анна Пнёвски   | Рэг    |
| Том Бауэр      | Том    |
| Тимоти Уэббер  | Лемми  |
| Хротгар Мэтьюз | Келвин |
| Элизабет Мосс  | мама   |

## Отзывы
Фильм получил положительные оценки кинокритиков. На агрегаторе рецензий Rotten Tomatoes у картины 81 % положительных рецензий на основе 54 отзывов. На Metacritic — 67 баллов из 100 на основе 35 рецензий.